# Vahali
Vahali fou un estat tributari protegit, un jagir al Panjab amb una superfície de 56 km².

## Llista de jagirdars
- Sardar Hari Singh.
- Sardar Darshan Singh (nascut 1891, fill) ? - 1939.
- Sardar Ravi Inder darshan Singh 1939-1953 (+ 2000).